# 熊田曜子 風をあつめて
『熊田曜子 風をあつめて』（くまだようこ かぜをあつめて）は、TOKYO FMをはじめJFN系列各局で2007年4月7日から2008年9月27日まで放送された、熊田曜子がパーソナリティを務めるラジオ番組である。

## 概要
放送開始より2008年7月まで大型車メーカー三菱ふそうの一社提供による番組として『三菱ふそう presents 熊田曜子 風をあつめて』という番組名で放送された。そのため、熊田がバスガイドに扮し、全国各地の施設や様子、名産品などを紹介する形式で放送された。バス車両のイメージはエアロエースをモチーフにしていた。
2008年8月からは一部地域を除きダンロップ（ダンロップファルケンタイヤ）の一社提供となった。スポンサーの付かない局によって、かつてのCM部分はフィラー音楽が流れていた。

## 放送局
- TOKYO FM 毎週土曜日 8:30 - 8:55
- fm osaka 毎週土曜日 8:00 - 8:30
- FM AICHI 毎週土曜日 8:30 - 8:55（2007年10月より「サタデー・エクスプレス」内での放送）
- Radio80 毎週土曜日 8:30 - 8:55（2007年7月7日 - ）
- FMとやま 毎週日曜日 8:30 - 8:55（2007年7月8日 - ）

## 備考
ネット局の内、熊田の地元岐阜県のRadio80では2007年9月 - 12月まで岐阜の観光キャンペーン番組『熊田曜子の いい旅 ふた旅 ぎふの旅』が同じ土曜日に放送された。また、FM AICHI、FMとやまでも本番組と並行してネットしていた。
Radio80のみ、上記番組終了後の2008年1月 - 3月に同じ枠で『熊田曜子のスタイリッシュ・トーク』を放送していた。